# Статуя Рамзеса II

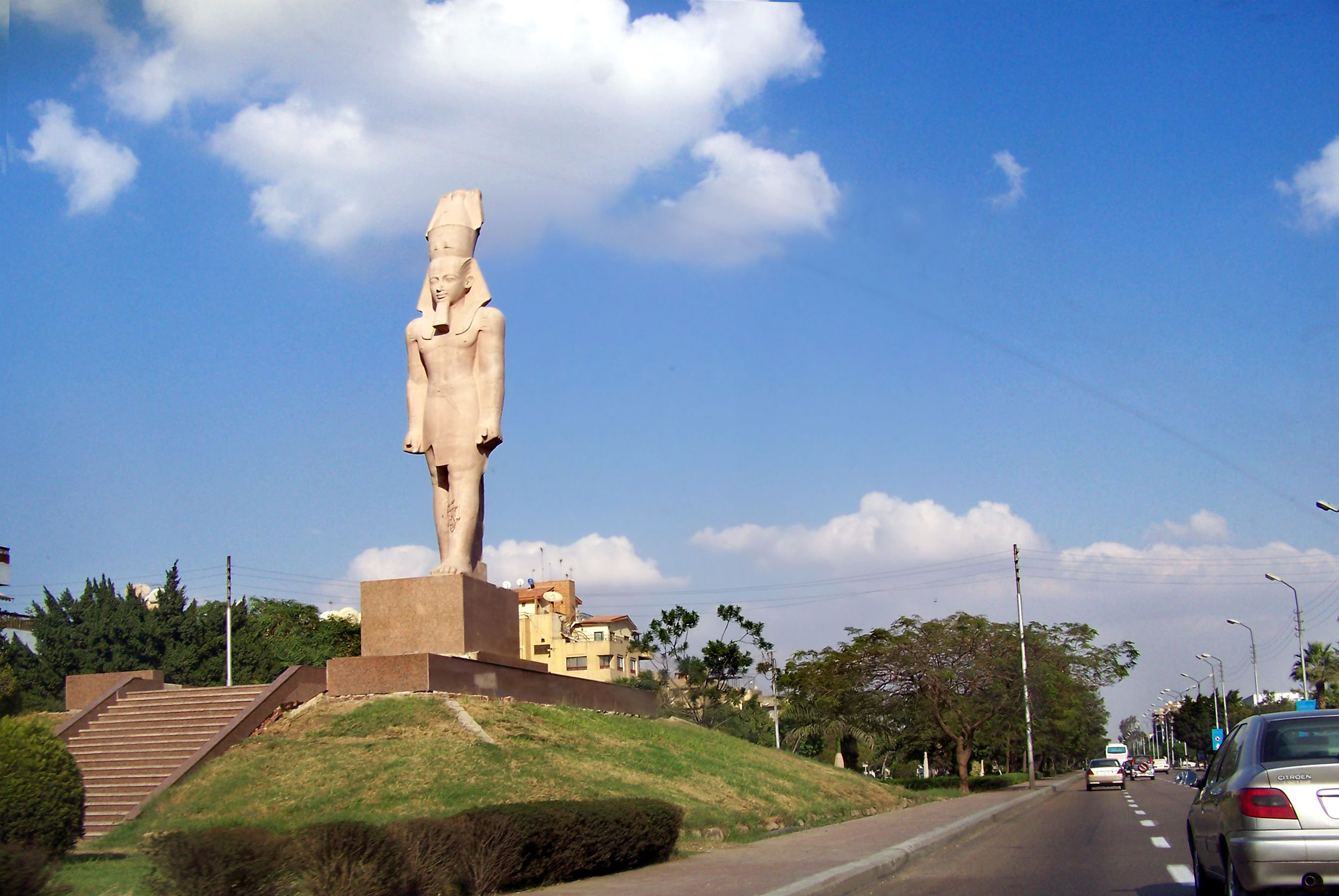
Копия статуи.

Статуя Рамзеса II — 11-метровая статуя египетского фараона Рамзеса II, установленная на Вокзальной площади Каира в 1954 году. В 2006 году статуя была перевезена на плато Гиза. Вес статуи составляет 83 тонны.
Статуя из розового гранита была найдена в Мемфисе. Двойная корона символизирует союз между Верхним и Нижним Египтом. На спине статуи была найдена пластинка с титулами фараона. Один из титулов — «Сильный бык» — символ плодородия. Между ног статуи размещён барельеф жены Рамзеса — Бент-Анатх, которая одновременно была его дочерью, одной из 200 его детей. Три другие дочери также были его женами.
Копия статуи установлена на дороге, ведущей в Каирский аэропорт.